# Römerstraße Trier–Neuss
Die Römerstraße Trier–Neuss war eine Römerstraße, die zwischen 22 und 19 v. Chr. von Marcus Vipsanius Agrippa erbaut wurde. Sie verband die beiden römischen Städte Trier (Augusta Treverorum) und Neuss (Novaesium) miteinander.
Die Straße zählt zu den ältesten des Rheinlandes. Sie soll mit einem schon in der Steinzeit benutzten Handelsweg identisch sein. In Widdendorf lässt sich der südliche Feldweg feststellen, der dort verschwindet und bei Blatzheim wieder auftaucht. Ab da folgt die Römerstraße dem Lauf des Neffelbachs.
Der Straßenverlauf:
- Trier
- Aach
- Neuhaus
- Hohensonne
- Newel
- Helenenberg
- Meilbrück
- Bitburg (Beda vicus)
- Nattenheim
- Weißenseifen
- Vogelheck
- Wickenseifen
- Büdesheim (Ausava)
- Scheuern
- Auel
- Jünkerath (Icorigium)
- Dahlem, Abzweigung nach Bonn (Bonna), 15. v. Chr.
- Blankenheim
- Nettersheim, Abzweigungen nach Billig und Wesseling, 15. v. Chr.
- Mechernich
- Zülpich (Tolbiacum), Knotenpunkt der Straßen Trier–Neuss, Köln–Reims (250 n. Chr.), Zülpich–Billig–Bonn und Zülpich–Düren–Jülich
- Gladbach
- Lüxheim
- Eggersheim
- Hochkirchen
- Nörvenich (Norboniacum), Knotenpunkt von drei Römerstraßen: Trier–Neuss, Maastricht–Aachen–Mariaweiler–Nörvenich–Gymnich–Wesseling, Nörvenich–Lechenich–Bonn
- Niederbolheim
- Blatzheim, regionale Kreuzung Jülich–Gymnich–Lechenich
- Heppendorf
- Widdendorf
- Thorr (Tiberiacum), Kreuzung mit der Via Belgica, 50 n. Chr. (Köln–Jülich–Maastricht–Boulogne-sur-Mer)
- Zieverich
- Paffendorf
- Rath
- Sinsteden
- Oekoven
- Villau
- Neukirchen
- Wehl
- Speck
- Reuschenberg
- Neuss